# فاطمة (فلم 2015)
فاطمة (بالفرنسية: Fatima) هو فيلم فرنسي (إنتاج مشترك مع كندا) أخرجه فيليب فوكون، وصدر في 2015. اقتبس الفيلم عن روايتي صلاة إلى القمر (2006) و وأخيرا، أستطيع المشي وحيدة (2011) الإثنين لفاطمة الأيوبي.

تحصل الفيلم على جائزة لوي دلوك في ديسمبر 2015، ثم على جائزة سيزار لأفضل فيلم في 2016.

## القصة
فاطمة، هي امرأة مهاجرة من أصول مغاربية، وصلت إلى فرنسا في الثلاثينات من عمرها مع زوجها. بعد عدة سنوات، إنفصلت عن زوجها وواصلت تربية إبنتيها الإثنتين، سعاد ونسرين، في نفس الوقت الذي تعمل فيه خادمة منزلية. خائفة من أن تعرف إبنتيها ذواتي 15 و18 سنة نفس المسار المحبط والصعب والغير مستقر كالتي عاشته، حوالت قدر مستطاعها أن تساعدهما في حياتهما لتنجحا.

الإبنتين اللتين ترعرعتا في فرنسا، تتكلمان اللغة الفرنسية بطلاقة وأحسن بكثير من والدتهما ولا تفهمان كثيرا العربية. عاشت الأم فاطمة بصعوبة حاجز اللغة هذا في داخل المجتمع وأيضا حاجز الحوار نفسه داخل عائلتها. للتغلب على هذه المشاكل، كانت تكتب وبشكل يومي في مذكراتها وبلغتها الأم.

عندما كانت في فترة طويلة من الشلل بسبب حادث عمل، قررت الغوص في مجال محو الأمية وتعلم الفرنسية بشكل جيد، في نفس الوقت الذي كانت تقدم مذكراتها لطبيبتها الشابة التي تتكلم العربية.

## الأدوار

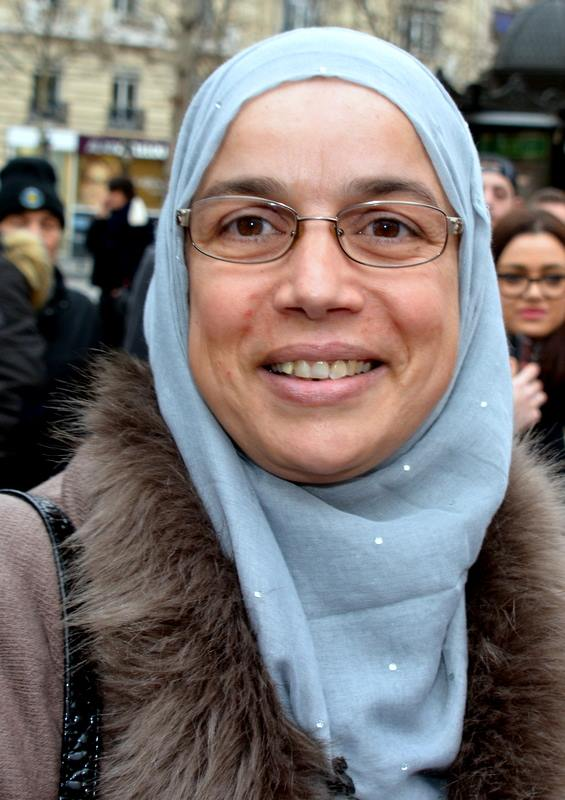
الممثلة ثريا زروال في 2016.

- ثريا زروال : بدور فاطمة.
- زيتا هانرو: بدور نسرين.
- كنزة نوا عيش: بدور سعاد.
- شوقي عماري: بدور الأب.
- فرانك أندريو: بدور الطبيبة.
- يولندا مبيلي: بدور سالي.
- مهدي السنوسي.

## المشروع والإخراج
أراد المخرج فيليب فوكون أن يعطي الدور الرئيسي لممثلة غير محترفة، معتبراً أن ممثلة حقيقية لن تؤدي دورها كما يجب فيما يخص دور المرأة التي تتكلم الفرنسية بصعوبة. حصلت ثريا زروال، وهي خادمة منزلية جزائرية مقيمة في مدينة جيفور، على الدور الرئيسي بعد أن تقدمت للدور بالصدفة، وذلك باقتراح من أخيها، ولسيرتها الذاتية الحقيقة نقاط مشتركة مع الشخصية الرئيسية حيث وفدت إلى فرنسا في عام 2002، وتلقت دروسا خصوصية لتعلم اللغة الفرنسية.

## الجوائز والترشيحات

### الجوائز
| السنة | الجائزة                                                     | الفئة              | المتلقي                                                   |
| ----- | ----------------------------------------------------------- | ------------------ | --------------------------------------------------------- |
| 2015  | جائزة لوي دلوك                                              | جائزة لوي دلوك     | الفيلم نفسه                                               |
| 2016  | جائزة لوميار (الحفلة 21)                                    | أفضل سيناريو       | فيليب فوكون                                               |
| 2016  | جائزة النقابة الفرنسية للنقد السينمائي والأفلام التلفزيونية | أفضل فيلم فرنسي    | الفيلم نفسه                                               |
| 2016  | جائزة سيزار (الحفلة 41)                                     | أفضل فيلم          | الفيلم نفسه                                               |
| 2016  | جائزة سيزار (الحفلة 41)                                     | أفضل سيناريو مقتبس | الفيلم نفسه عن رواية صلاة إلى القمر (2006) لفاطمة الأيوبي |
| 2016  | جائزة سيزار (الحفلة 41)                                     | أفضل ممثلة مساعدة  | زيتا هانرو                                                |

### الترشيحات
| السنة | الجائزة                          | الفئة         | المتلقي     |
| ----- | -------------------------------- | ------------- | ----------- |
| 2015  | مهرجان كان السينمائي (النسخة 68) | خمسة عشر مخرج | الفيلم نفسه |
| 2016  | جائزة سيزار (الحفلة 41)          | أفضل ممثلة    | ثريا زروال  |

## روابط خارجية
- مقالات تستعمل روابط فنية بلا صلة مع ويكي بيانات
- صفحة فيلم فاطمة على موقع ألو سيني.
- فيلم فاطمة على موقع الإنتاج الكندي.